# 杜昭
杜昭（？—？）是一名清朝政治人物。
杜昭曾于1821年接替谭霖任南汇县知县一职，同年年由杨承湛接任。